# Segelfluggelände Langenfeld-Wiescheid

i7
i11
i13
Das Segelfluggelände Langenfeld-Wiescheid ist ein Segelfluggelände im Stadtteil Wiescheid der Stadt Langenfeld (Rheinland). An Wochenenden wird der Flugbetrieb durch die nach dem Luftfahrtpionier Oskar Erbslöh benannte Luftsportgruppe Erbslöh Langenfeld e. V. organisiert.

## Allgemeines
Der Verein Luftsportgruppe Erbslöh Langenfeld e. V. betreibt den 1975 erworbenen und 1981 eröffneten Flugplatz. Die Anlage verfügt über eine modern ausgestattete Werkstatt, eine AVGAS-Tankstelle sowie zwei geräumige Hallen zur Unterbringung der Flugzeuge. Das Segelfluggelände befindet sich am nordwestlichen Stadtrand von Langenfeld, eingebettet zwischen Köln und Düsseldorf. Im Westen grenzt es an die Stadt Solingen, im Norden an Hilden und im Osten an die Autobahn A3. Die Anreise ist mit der Buslinie 791 (Haltestelle „Tränke“) möglich, die eine direkte Verbindung zwischen Langenfeld und Solingen bietet.
Am Flugplatz sind zahlreiche Segel- und Motorsegelflugzeuge, darunter auch private Maschinen, sowie zwei Ultraleichtflugzeuge stationiert. Starts erfolgen entweder per Seilwinde oder im Flugzeugschlepp. An Flugtagen haben Interessierte die Möglichkeit, als Passagier in einem Segel- oder Motorflugzeug mitzufliegen.

### Informationen für Piloten
- Platzfrequenz/Info: 133.165 MHz[1]
- Koordinaten: N 51° 08′ 23″ E 06° 59′ 16″
- Piste 07 Länge Start-/Landebahn: 530/795 m
- Piste 25 Länge Start-/Landebahn: 795/53 m
- Höhe: 86 m MSL
- Flugbetriebszeiten: (März bis Oktober) Sa./So., ab 9 Uhr

### Zugelassene Luftfahrzeuge
- Segelflugzeuge und Motorsegler in den Startarten
  1. Luftfahrzeugschleppstart
  2. Windenschleppstart
  3. Eigenstart
- Heißluftballone und Gleitschirme
- Ultraleichtflugzeuge zum Schleppen von Segelflugzeugen
- Flugzeuge bis zu maximaler Startmasse von 2 Tonnen zum Schleppen von Segelflugzeugen, soweit eine Seileinzugsvorrichtung vorhanden ist

## Luftsportgruppe Erbslöh Langenfeld e.V.
Seit dem 1. März 2020 steht Ranko Fecker dem Verein als erster Vorsitzender vor, während Hajo Winter das Amt des zweiten Vorsitzenden bekleidet. Im Jahr 2019 zählte der Verein nach eigenen Angaben rund 260 Mitglieder, davon etwa 120 aktive Fliegerinnen und Flieger. Damit gehört er zu den größten Segelflugvereinen Nordrhein-Westfalens. Das vom Verein betriebene Segelfluggelände Langenfeld-Wiescheid ist einer von neun anerkannten Landesleistungsstützpunkten für den Segelsport in Nordrhein-Westfalen.
Mitglieder der Luftsportgruppe nehmen regelmäßig an nationalen und internationalen Wettbewerben teil. So erreichte Nils Fecker bei der Junioren-Europameisterschaft im Streckensegelflug 2021 in Litauen den dritten Platz – mit einem Rückstand von nur 0,2 Prozentpunkten auf den Erstplatzierten. Auch bei der Junioren-Weltmeisterschaft 2022 im tschechischen Tabor belegte er den dritten Rang.
Überregionale Bekanntheit erlangt der Verein zudem durch das jährlich im September stattfindende Flugplatzfest.

### Geschichte

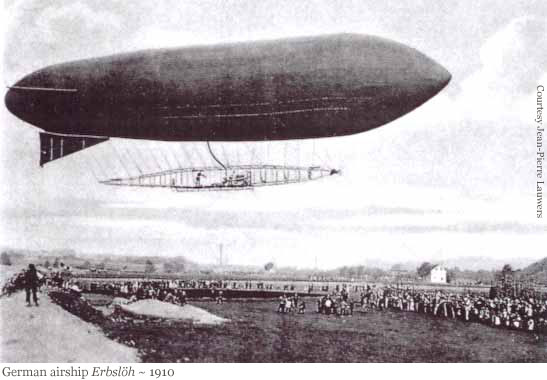
Das Luftschiff Erbslöh (1910)

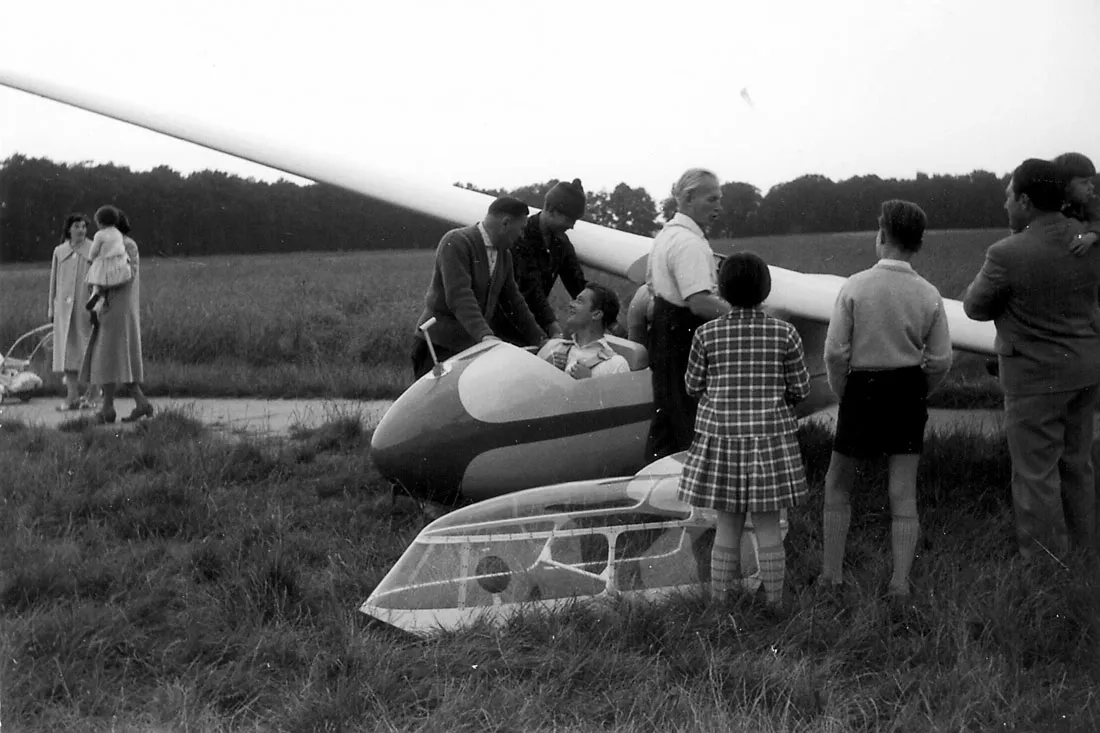
Vereinsmitglieder vor dem Start eines Segelflugzeuges auf dem ehemaligen Fluggelände an der Jahnstraße (1950er Jahre)

Der Verein wurde am 19. März 1950 in Leichlingen gegründet und nach dem Luftfahrtpionier Oskar Erbslöh benannt, dessen Luftschiffhalle sich dort befand. Im Jahr 1910 verunglückte Erbslöh tödlich bei einem Absturz seines Luftschiffs Erbslöh während eines Probefluges.
Im Gründungsjahr 1950 lud der Verein anlässlich seines ersten Sommerfestes namhafte Flieger zu Vorträgen ein, um dem chronischen Geldmangel des Vereins zu begegnen. Mit den Einnahmen konnten für 60 Mark die Baupläne eines Vorkriegsflugzeugs, des Grunau-Baby III, erworben werden. In den folgenden vier Jahren wurden Tragflügel und Rumpf des ersten vereinseigenen Segelflugzeugs gefertigt. Am 29. August 1954 wurde dieses Flugzeug auf den Namen „Langenfeld“ getauft. Zu diesem Anlass präsentierte sich die Luftsportgruppe Erbslöh erstmals der Öffentlichkeit und wurde von der Presse wahrgenommen.
Im darauffolgenden Jahr erfolgte der erste Start vom Langenfelder Boden. Das ursprüngliche Fluggelände befand sich an der Jahnstraße; an dieser Stelle befinden sich heute der „Freizeitpark Langfort“ und die neue Feuerwache. Aufgrund fortschreitender Bebauung musste der Verein 1979 das Geländes an der Jahnstraße aufgeben und bezog 1981 das heutige Fluggelände in Langenfeld-Wiescheid.
Mit dem technischen Fortschritt im Segelflugsport entwickelten sich auch die sportlichen Erfolge des Vereins. Piloten wie Eckhard Stoi und Helmut Broch erzielten im Streckensegelflug herausragende Leistungen und machten die Luftsportgruppe über die Landesgrenzen hinaus bekannt.
Am 17. Juli 2013 beschlossen die Mitglieder des Hildener Segelflugvereins LSG Kesselsweier und der LSG Erbslöh die Fusion ihrer Vereine, woraufhin eine zweite Halle errichtet wurde.

### Ausbildung
Elf ehrenamtliche Fluglehrer betreuen derzeit (Stand 2019) rund 30 Flugschülern und begleiten diese an den Wochenenden während der Flugsaison durch die drei praktischen Ausbildungsabschnitte. Mit einem Schnupperkurs im September engagiert sich der Verein gezielt für die Nachwuchsförderung und ermöglicht Interessierten, an einem ganzen Tag sowohl das Segelfliegen als auch das Vereinsleben kennenzulernen. Die ersten Ausbildungsflüge absolvieren die Flugschüler im Doppelsitzer, üblicherweise auf den Typen ASK13 und ASK21; im weiteren Verlauf folgen Einsätze auf der ASK18 und ASK23. Fortgeschrittene Flugschüler werden anschließend auf einsitzige Segelflugzeuge wie die LS4 oder den Discus umgeschult, auf denen auch die ersten Streckenflüge durchgeführt werden.

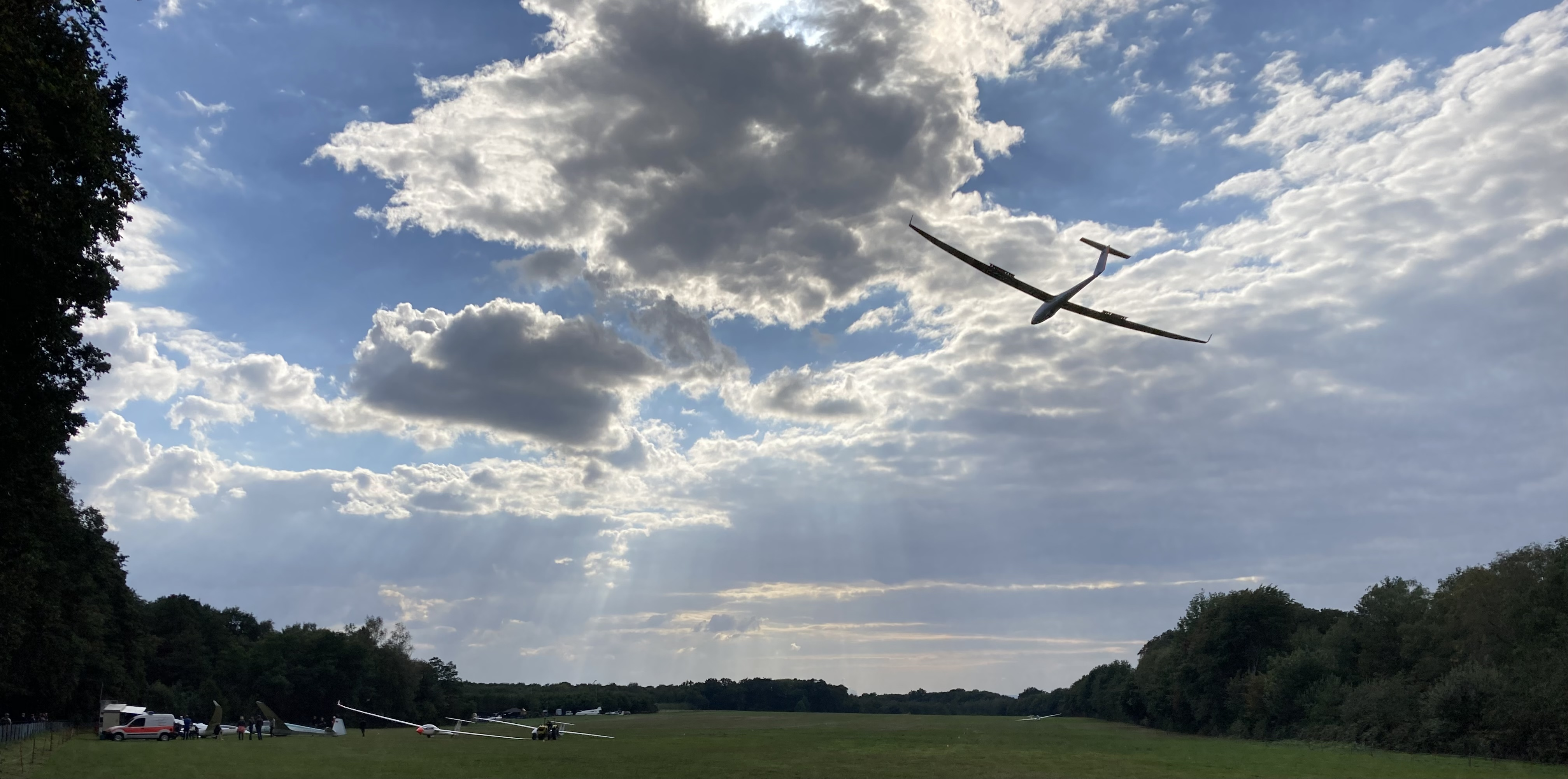
Discus im Anflug auf das Segelfluggelände Langenfeld

Neben der Ausbildung zum Segel- und Ultraleichtflugzeugführer bietet der Verein zudem handwerkliche Qualifikationen an, darunter die Ausbildung zum Zellenwart, Fallschirmpacker und Windenfahrer.

### Flugzeugpark
Der Verein verfügt über einen modernen Flugzeugpark mit mehreren Segelflugzeugen unterschiedlicher Leistungsklassen (siehe Tabelle). Eine Besonderheit stellt die mit einer Handsteuerung ausgestattete ASK21 dar, die es auch querschnittsgelähmten Piloten ermöglicht, eigenständig Soloflüge durchzuführen. Im Jahr 2021 beschlossen die Mitglieder die Anschaffung eines Ultraleichtflugzeugs vom Typ FK 9 Mark VI als Ersatz für den bisherigen Motorsegler Samburo.
Anlässlich des 75-jährigen Vereinsjubiläums am 14. Juni 2025 wurde zudem ein neues Schleppflugzeug vom Typ Bristell in Dienst gestellt, das die bisher verwendete Robin DR 400-180 ersetzt. Das neue Schleppflugzeug trägt den Namen „Montale“ – benannt nach der italienischen Partnerstadt Langenfelds. Neben den Vereinsflugzeugen sind am Standort Langenfeld auch zahlreiche Privatflugzeuge stationiert.
| Muster               | Kennzeichen | Wkz. | Einsatzgebiete        |
| -------------------- | ----------- | ---- | --------------------- |
| ASK 21               | D-3721      | 71   | Schulung              |
| ASK 21               | D-8677      | 77   | Schulung              |
| ASK 18               | D-9280      | ED   | Schulung              |
| ASK 23               | D-3427      | 27   | Schulung              |
| LS4b neo             | D-3575      | 2W   | Schulung/Streckenflug |
| Discus b             | D-5075      | 75   | Schulung/Streckenflug |
| Discus b WL          | D-5476      | 76   | Streckenflug          |
| Discus 2b            | D-1147      | 73   | Streckenflug          |
| LS8a neo             | D-3605      | 70   | Streckenflug          |
| LS8 - 18m            | D-1698      | 6W   | Streckenflug          |
| Duo Discus X         | D-9972      | 72   | Streckenflug          |
| Arcus T 2.0          | D-KMEL      | 7W   | Streckenflug          |
| FK9 Mark VI          | D-MJEC      | EC   | Flugzeugschlepp       |
| Bristell Classic 916 | D-MOIM      | IM   | Flugzeugschlepp       |

## Flugplatzfest

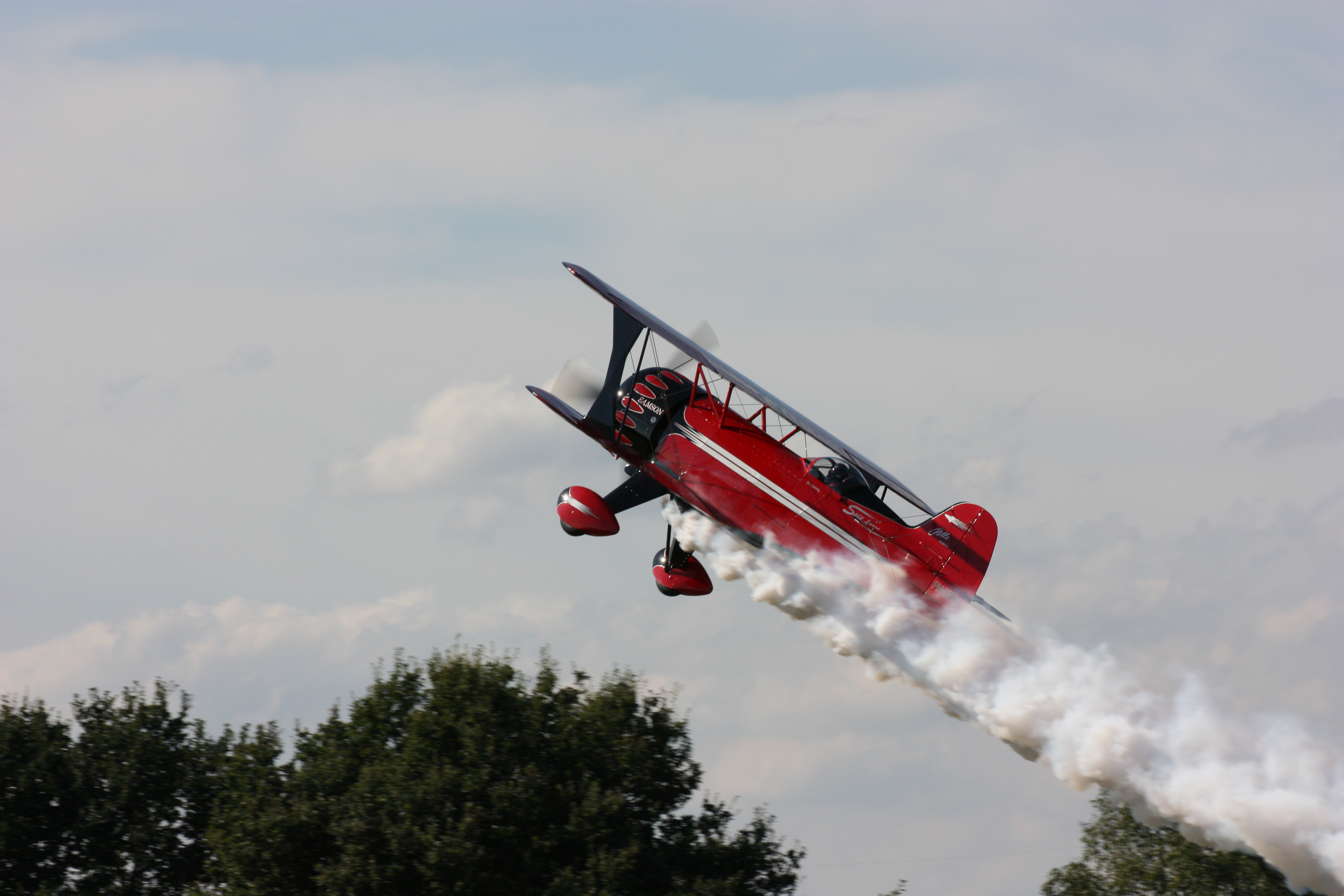
Kunstflug-Veranstaltung auf dem Flugplatzfest 2016

Das „Langenfelder Flugplatzfest“ findet jährlich am ersten Septemberwochenende auf dem Segelfluggelände Langenfeld-Wiescheid statt und zieht regelmäßig bis zu 10.000 Besucher an. Nachdem die Veranstaltung in den Jahren 2020 und 2021 pandemiebedingt entfallen musste, wurde das Fest 2022 zum 40. Mal ausgerichtet. Das Programm umfasst neben einem Jahrmarkt zahlreiche Luftfahrtattraktionen, darunter Kunstflugvorführungen, Rundflüge mit historischen Flugzeugen, Modellflugshows und Ballonfahrten. Besucher haben die Möglichkeit, viertelstündige Rundflüge über die Region in einmotorigen Flugzeugen zu unternehmen, beispielsweise in der Antonov An-2, dem größten einmotorigen Doppeldecker der Welt.
Darüber hinaus werden Tandem-Fallschirmsprünge aus einer Höhe von 3.000 Metern angeboten. Für jüngere Besucher steht ein Segelflugzeug-Simulator zur Verfügung. Während der Mittagspause präsentiert eine örtliche Falknerei eine Greifvogelschau. Der Höhepunkt am Samstagabend ist traditionell das Ballonglühen, das von der Band „JimButton’s“ musikalisch begleitet wird.